# 波江座40
波江座 40 (也稱為波江座 ο2)的名稱來自阿拉伯文的qayd，或Keid。在阿拉伯文qayd的意思是 (蛋) 殼，他是一顆距離地球小於16.5光年遠的三合星系統。這個系統位於波江座，主星波江座 40A以肉眼就能輕易的看見，伴星B和C是在1783年1月31日被威廉·赫歇爾發現的, p. 73。它在1825年再度被瓦西里·雅可夫列维奇·斯特鲁维（Friedrich Georg Wilhelm Struve）觀測，1851年被奧托·威廉·馮·斯特魯維（Otto Wilhelm von Struve）觀測。在1910年，發現他有一顆黯淡不起眼的伴星，波江座 40B，它的顏色是白色，這意味著它是一顆小的恆星，事實上它是一顆白矮星，且是被發現的第一顆, p. 1。

## 一般資訊
波江座 40A是橘紅色的主序星，光譜類型是K1的矮星，它的兩顆伴星，波江座 40B和波江座 40C分別是9等的白矮星 (光譜類型為DA4) 和11等的紅矮星，還是閃光星 (光譜類型為M4.5e) ，所以還被標示為變星波江座 DY。依據推測，波江座 40B原本是主序星，並且是系統之中質量最大的一顆，但在成為白矮星之前噴發出了大部份的質量。B和C互相環繞著，與A的距離大約是400天文單位。這兩顆星的軌道半長軸大約是35天文單位 (大約就是這兩顆星之間的距離)，軌道的形狀是橢圓形 (離心率大概是0.410)。
對應至中國的星官為畢宿的九州殊口增十一，但伊世同認為既是九州殊口增七也是九州殊口增十一，即两颗星位置相同。

## 生命的可能
波江座 40A的適居帶，行星上能夠有液態水存在的範圍，大約在距離0.61天文單位處，在這個距離上行星的公轉週期大約是203地球日，並且A的大小看起來只比從地球看的太陽大30%。在波江座 40A的行星上的觀測者看B和C會非常的明亮 (視星等分別是-8和-6等)，並在夜空中呈現白色和紅色。雖然在白天也可以看見這兩顆星，但它們的亮度仍不足以使夜晚的黑暗降低 (相較於地球的滿月是-12.6等，金星最亮的時候是-4.7等)。而在B的附近是極度不可能有適居帶出現的：環繞波江座 40B的行星在恆星演化成白矮星的過程中可能已經被毀滅或墜入白矮星內了。在波江座 40C也是一樣，他動輒噴發的閃焰，會使可見光和X射線的亮度在短時間內遽增，這對在適居帶內的行星都是致命的傷害。

## 星际迷航溯源
星际迷航的中的瓦肯星被認為位於波江座 40，但直到星际迷航：进取号的第四季 (2004-2005)，才被承認。  波江座40 b是顆超級地球,  2022年起俄亥俄州立確認訊號來自波江座40A恆星的自轉或磁場週期，因此論文將此現象歸類為偽陽性訊號。

## 行星系统
一颗质量不低于8.47±0.47地球质量的系外星體于2018年被发现绕着波江座40A公转。
| 成員 (依恆星距離) | 质量         | 半長軸 (AU)     | 轨道周期 (天)     | 離心率          | 傾角 | 半径 |
| ----------------- | ------------ | --------------- | ----------------- | --------------- | ---- | ---- |
| b                 | 8.47±0.47 M⊕ | 0.22446±0.00004 | 42.38 ± 0.01 days | 0.04+0.05 −0.03 | —    | —    |

## 外部連結
- Keid at Jim Kaler's STARS.
- 40 (Omicron2) Eridani 3 （页面存档备份，存于） at solstation.com.
- Omicron(2) Eridani entry at the Internet Stellar Database.